# Comuna Gusinje
Comuna Gusinje (în muntenegreană Opština Gusinje) este o diviziune administrativă de ordinul întâi din Muntenegru. Reședința sa este orașul Gusinje.